# Pfaffendorf (Gemeinde Pernersdorf)
Pfaffendorf ist eine Ortschaft und eine Katastralgemeinde der Marktgemeinde Pernersdorf im Bezirk Hollabrunn in Niederösterreich. Die Ortschaft hat 230 Einwohner (Stand 1. Jänner 2024). Bis Ende 1970 war Pfaffendorf eine eigenständige Gemeinde.

## Geografie
Das mit Karlsdorf zusammengewachsene Dorf befindet sich links der Pulkau und ist über die Pulkautal Straße erreichbar.

## Geschichte
Franz Xaver Schweickhardt beschrieb das Dorf mit zahlreichen Weinbauern, die fallweise auch Obst-, Feldbau und Viehzucht betrieben, wofür alle erforderlichen Handwerker ansässig waren. Der Ortsname bezieht sich offenbar auf die Verhältnisse im Ort; der mächtige Pfarrhof ist auch heute noch von mehreren Wirtschaftsgebäuden umgeben.
Laut Adressbuch von Österreich waren im Jahr 1938 in der Ortsgemeinde Pfaffendorf ein Bäcker, drei Bürsten- und Pinselerzeuger, ein Fleischer, ein Gastwirt, drei Gemischtwarenhändler, ein Maurermeister, ein Schneider, ein Schuster, zwei Viktualienhändler, ein Weinhändler und das Stift Göttweig als Inhaber einer Landwirtschaft ansässig.
Mit dem 1. Jänner 1971 wurden im Zuge der Niederösterreichischen Kommunalstrukturverbesserung die bis dahin selbständigen Gemeinden Peigarten, Pfaffendorf und Ragelsdorf nach Pernersdorf eingemeindet.